# Plandaan (Plandaan)
Plandaan is een bestuurslaag in het regentschap Jombang van de provincie Oost-Java, Indonesië. Plandaan telt 2446 inwoners (volkstelling 2010).